# Jevhen Petruševyč
Dr Jevgen Petruševyč (ukr. Евген Петрушевич ili Євген Петрушевич); (Busk, 3. lipnja 1863. – Berlin, 29. kolovoza 1940.), je bio ukrajinski političar, predsjednik Zapadnoukrajinske Narodne Republike (ZUNR). Po struci je bio odvjetnik.

## Životopis
Petruševyč je rođen 1863. u Busku, danas Lavovska oblast, Ukrajina, u svećeničkoj obitelji. Njegov otac, Omeljan Petruševyč, bio je 
svećenik.
Petruševyč je završio srednju školu u Ljvivskoj gimnaziji, a nakon toga je nastavio svoje školovanje na Ljvivskom sveučilištu, gdje je studirao pravo.

## Vanjske poveznice
- Олег Павлишин: Петрушевич Євген Омелянович Енциклопедія історії України: Т. 8. Редкол.: В. А. Смолій (голова) та ін. Київ, 2011. S. 188–189. ISBN 966-00-0632-2 (ukr.)